# Test Otta
Test Otta (niem. Ott-Maß, ang. Ott sign) – służy do oceny zakresu zgięcia w odcinku piersiowym kręgosłupa. Osoba badająca zaznacza na skórze pacjenta znajdującego się w pozycji stojącej położenie dwóch punktów: 
1. wyrostka kolczystego siódmego kręgu szyjnego (C7) oraz
2. punktu położonego 30 cm poniżej pierwszego (należy odmierzyć od 1 punktu odcinek 30 cm wzdłuż kręgosłupa i zaznaczyć jego drugi koniec).

Następnie pacjent wykonuje skłon do przodu. W tej pozycji badający ponownie mierzy odległość pomiędzy zaznaczonymi wcześniej punktami. Przy prawidłowej ruchomości odległość ta powinna ulec zwiększeniu o ok. 3 cm (tj. ~33 mm).
Objaw opisał niemiecki reumatolog Victor Rudolf Ott (1914-1986).